# Aleksinački Rudnik
Aleksinački Rudnik (cyr. Алексиначки Рудник) – miasteczko w Serbii, w okręgu niszawskim, w gminie Aleksinac. W 2011 roku liczyło 1293 mieszkańców.